# Antonia Gentry
Antonia Bonea Gentry (Atlanta, 1998. szeptember 25. –) amerikai színésznő. Legismertebb szerepe Virginia "Ginny" Miller a Netflix Ginny és Georgia (2021−) című sorozatban.

## Fiatalkora és tanulmányai
1997. szeptember 25-én született a Georgia állambeli Atlantában. Édesanyja fekete jamaicai, édesapja fehér amerikai. Ötéves kora óta színésznő akart lenni. Első szerepvállalásai olyan színdarabokban voltak, amelyeket édesanyja írt a közösségi színházban. 
Drámát tanult a John S. Davidson Fine Arts Magnet Schoolban, Augustában. Emory Egyetemre járt dráma szakon is. Emoryban az egyetem komédia-improvizációs társulatának, a "Rathskellar Comedy Improv Group"-nak a tagja volt. 2019-es érettségije előtt a színészi szerepek ellenére nappali tagozatos főiskolai hallgató volt, részmunkaidős munka mellett.

## Pályafutása
Gentry számos kisebb szerepben játszott, köztük két rövidfilmben 2015-ben. 2018-ban Jasmine szerepét játszotta a Candy Jar című romantikus filmvígjátékban, és feltűnt a Szuperhőst nevelek című szuperhős televíziós sorozat egyik epizódjában.
Ugyanazon a héten végzett Emoryban, amikor jelentkezett a Ginny és Georgia című televíziós sorozat főszerepére. Elnyerte a szerepet, és 2021-ben a sorozat megjelent a Netflixen. A 2024-es Prom Dates: A szerelem végzősei című vígjátékban főszerepet játszott.

## Magánélete
Gentry a főiskola utolsó évében örökbe fogadott egy Buttersworth nevű macskát. A főiskola befejezése után a New York-i Williamsburgbe (Brooklyn) költözött.

## Filmográfia

### Film
| Év   | Magyar cím                      | Eredeti cím                                   | Szerep          | Magyar hang      |
| ---- | ------------------------------- | --------------------------------------------- | --------------- | ---------------- |
| 2014 |                                 | Dont Text and Drive Pay Attention (Rövidfilm) | tizenéves sofőr |                  |
| 2015 |                                 | Lone Wolf Mason (Rövidfilm)                   | Madison         |                  |
| 2015 |                                 | Driver's Ed: Tales from the Street            | Sara            |                  |
| 2018 |                                 | Candy Jar                                     | Jasmine         |                  |
| 2024 | Prom Dates: A szerelem végzősei | Prom Dates                                    | Jess            |                  |
| 2024 | Idővágás                        | Time Cut                                      | Summer Field    | Szűcs Anna Viola |

### Televízió
| Év    | Magyar cím         | Eredeti cím     | Szerep       | Megjegyzés                                       |
| ----- | ------------------ | --------------- | ------------ | ------------------------------------------------ |
| 2019  | Szuperhőst nevelek | Raising Dion    | Wendy        | 1 epizód                                         |
| 2021– | Ginny és Georgia   | Ginny & Georgia | Ginny Miller | - főszereplő - magyar hangja: - Szűcs Anna Viola |

## Díjak
| Év   | Szervezet             | Kategória                                       | Jelölt munka     | Eredmény |
| ---- | --------------------- | ----------------------------------------------- | ---------------- | -------- |
| 2021 | MTV Movie & TV Awards | MTV Movie Award a legjobb feltörekvő színésznek | Ginny és Georgia | Jelölve  |

## Fordítás
Ez a szócikk részben vagy egészben  az   Antonia Gentry című angol Wikipédia-szócikk ezen változatának fordításán alapul.  Az eredeti cikk szerkesztőit annak laptörténete sorolja fel. Ez a jelzés csupán a megfogalmazás eredetét és a szerzői jogokat jelzi, nem szolgál a cikkben szereplő információk forrásmegjelöléseként.